# Broken (canção de DNMO)
"Broken" é uma canção dos cantores americanos DNMO e Sub Urban, lançada 19 de abril de 2017. A faixa foi produzida por Sub Urban & DNMO e mixada por DNMO. A faixa teve um enorme impacto, ganhando mais de 200 mil reproduções no SoundCloud em apenas 2 dias a partir da data de lançamento. No dia 25 de outubro, a faixa atingiu um marco insano de reproduções de um milhão.
Após o escutar desta faixa, a gerência do DNMO amou absolutamente a produção e as habilidades vocais de Sub Urban e decidiu levá-lo para baixo também.

## Vídeo musical
O videoclipe foi produzido pela Trap Nation, dirigido por Montana Martz e lançado em 21 de Abril de 2017.[carece de fontes?]

## Créditos
Créditos adaptados do Apple Music.
- Sub Urban — Produtor
- DNMO — Produtor e Mixagem
- Deadbeats — Gravadora Responsável